# Кобилчиці
Кобилчиці (пол. Kobyłczyce) — село в Польщі, у гміні Мстув Ченстоховського повіту Сілезького воєводства.
Населення — 494 особи (2011).
У 1975-1998 роках село належало до Ченстоховського воєводства.

## Демографія
Демографічна структура станом на 31 березня 2011 року:
|          | Загалом | Допрацездатний вік | Працездатний вік | Постпрацездатний вік |
| -------- | ------- | ------------------ | ---------------- | -------------------- |
| Чоловіки | 239     | 44                 | 175              | 20                   |
| Жінки    | 255     | 59                 | 148              | 48                   |
| Разом    | 494     | 103                | 323              | 68                   |